# Coastal Carolina Chanticleers

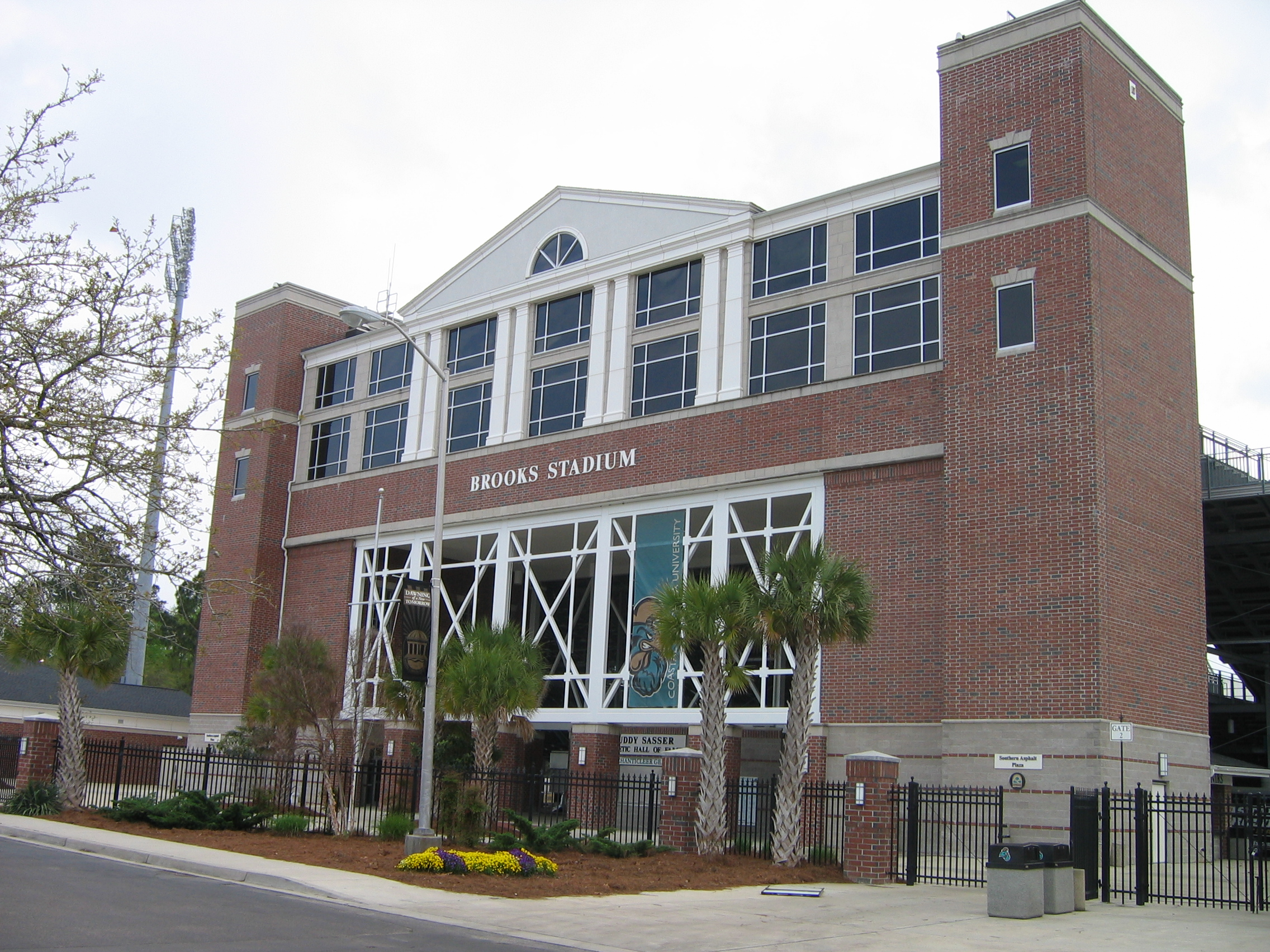
Brooks Stadium

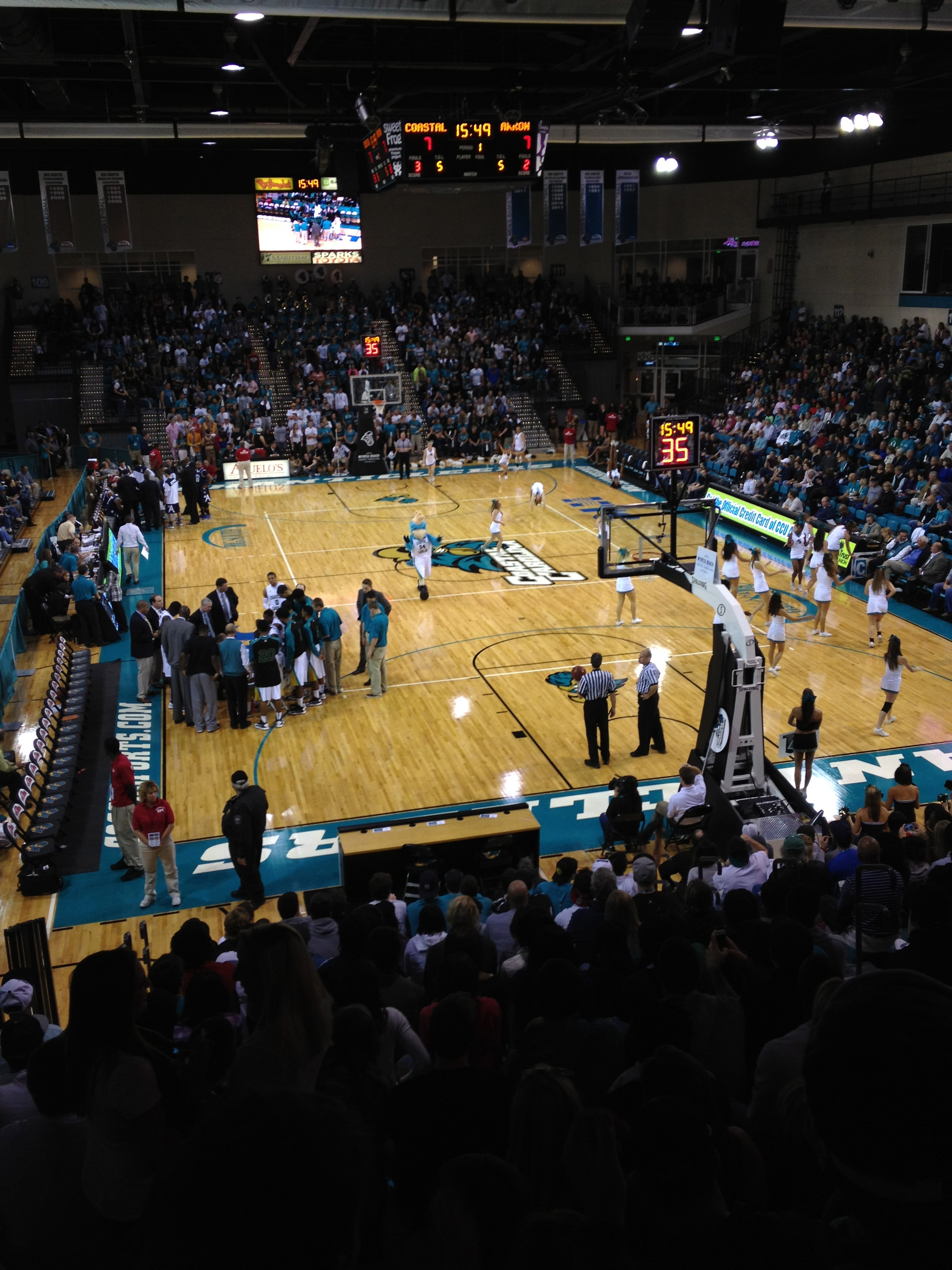
HTC Center

Coastal Carolina Chanticleers (español: Gallos de pelea de Carolina Costera) es el nombre de los equipos deportivos de la Universidad de Carolina Costera, situada en Conway, en el estado de Carolina del Sur, fundada en 1954. Los equipos de los Chanticleers participan en las competiciones universitarias organizadas por la NCAA, y forman parte de la Sun Belt Conference.

## Apodo y mascota
Originalmente conocidos como los Troyanos, los equipos deportivos de Coastal Carolina pasaron a denominarse Chanticleers en los años 1960, cuando la universidad estuvo asociada con la Universidad de Carolina del Sur, cuya mascota es un gallo de pelea. Chanticleer es el nombre del gallo protagonista del Cuento del capellán de monjas, uno de los cuentos de Canterbury del escritor inglés Geoffrey Chaucer.

## Programa deportivo
Los Chanticleers participan en las siguientes modalidades deportivas:
| - Masculino - Atletismo al aire libre - Baloncesto - Béisbol - Cross - Fútbol - Fútbol americano - Golf - Tenis | - Femenino - Atletismo al aire libre - Atletismo cubierta - Baloncesto - Cross - Fútbol - Golf - Lacrosse - Sóftbol - Tenis - Voleibol - Voleibol de playa |

### Baloncesto
El equipo masculino de baloncesto ha ganado en 7 ocasiones la fase regular de la Big South Conference, y en otras 5 el torneo de la misma, la última de ellas en 2015. En 4 ocasiones ha llegado a la fase final del Torneo de la NCAA, aunque no ha conseguido nunca pasar de segunda ronda. Ninguno de sus jugadores ha llegado a entrar en el Draft de la NBA.

### Fútbol americano
El equipo de fútbol americano ha ganado en 3 ocasiones consecutivas el torneo de su conferencia, en 2004, 2005 y 2006. Dos de sus jugadores han llegado a militar en equipos de la NFL, ambos en 2007.

## Instalaciones deportivas
- Brooks Stadium. Es el estadio de fútbol americano. Tiene una capacidad para 15.000 espectadores, pero tiene potencial para albergar más de 20.000 en una futura remodelación. Fue inaugurado en 2003.[3]
- The HTC Center. Es el pabellón que alberga las competiciones de baloncesto y voleibol, y tiene una capacidad para 3.600 espectadores.[4]